# Cyriopagopus thorelli
Cyriopagopus thorelli là một loài nhện trong họ Theraphosidae.
Loài này thuộc chi Cyriopagopus. Cyriopagopus thorelli được Eugène Simon miêu tả năm 1901.